# Michael Collins (film)
Pour les articles homonymes, voir Michael Collins.
Pour plus de détails, voir Fiche technique et Distribution.
Michael Collins est un film américano-britannico-irlandais de Neil Jordan, sorti en 1996.
Il s'agit d'un film biographique dans lequel Liam Neeson interprète le rôle-titre Michael Collins, l'une des figures de proue de la lutte de l'Irlande pour son indépendance de la Grande-Bretagne au début du XXe siècle.
En 1916, une rébellion d'un type nouveau éclate à Dublin et cette rébellion connue comme l'Insurrection de Pâques sera écrasée dans le sang. Michael Collins, un jeune homme qui a participé au soulèvement, décide alors que cet échec devra être le dernier de ceux des Volontaires Irlandais.

## Synopsis
À la fin de l'insurrection de Pâques 1916, les insurgés assiégés se rendent à l'armée britannique au quartier général des républicains à Dublin. Plusieurs figures clefs de l'insurrection, dont Patrick Pearse, Thomas MacDonagh, Tom Clarke et James Connolly, sont exécutées par un peloton d'exécution. Seul Éamon de Valera échappe à l'exécution en raison de sa citoyenneté américaine, mais il est emprisonné aux côtés de Michael Collins et de Harry Boland.
Lors des élections générales irlandaises de 1918, le parti victorieux Sinn Féin déclare unilatéralement l'indépendance de l'Irlande, déclenchant ainsi la guerre d'indépendance irlandaise. De Valera est élu président et Collins est nommé directeur du renseignement pour l'IRA naissante. Ned Broy, officiellement membre de la Division G loyaliste, sympathise avec la cause indépendantiste et prévient Collins que le château a l'intention d'arrêter l'ensemble du cabinet ce soir-là. De Valera, sentant que l'arrestation déclenchera un tollé mondial, dissuade son cabinet de se cacher et le persuade d'autoriser son arrestation. Collins et Boland échappent de justesse à l'arrestation.
Dernier dirigeant encore libre, Collins entame une campagne de contre-espionnage avec l'aide de Broy. De nombreux assassinats d'agents et de collaborateurs irlandais sont perpétrés par la Brigade de Dublin de l'IRA. De Valera s'évade bientôt de la prison de Lincoln, mais annonce à son retour en Irlande qu'il se rendra aux États-Unis pour demander au président Woodrow Wilson de reconnaître officiellement la république d'Irlande. La guerre continue de s'intensifier ; les Britanniques chargent l'agent du SIS Soames de contrer l'Armée républicaine irlandaise, mais celui-ci et plusieurs de ses agents se font tuer lors d'un attentat orchestré par Collins. En représailles, les Black and Tans sont envoyés à Dublin pour réprimer brutalement les citoyens non armés qui soutiennent l'indépendance de l'Irlande. Le point culminant est le massacre de Croke Park, au cours duquel 14 personnes sont criblées de balles lors d'un match de football gaélique pacifique. L'aide apportée par Broy à Collins est également découverte par Soames, qui fait torturer et tuer Broy.
De Valera rentre des États-Unis après avoir été incapable d'obtenir le soutien du président Wilson. Les Britanniques font allusion à une communication directe avec les Irlandais, bien que la guérilla menée par Collins ait terni l'image de l'Irlande. De Valera décrète donc que l'Armée républicaine irlandaise doit se battre comme une armée conventionnelle, même si Collins sait que cela n'aboutira qu'à une nouvelle défaite face à la puissance de l'Empire britannique. Inflexible dans son approche pour assurer la paix, de Valera ordonne un siège sur la Custom House (en), mais l'Armée Républicaine Irlandaise subit de lourdes pertes et l'attaque échoue de façon catastrophique. Malgré la situation désespérée dans laquelle se trouve désormais l'armée républicaine irlandaise, les Britanniques appellent inopinément à la cessation du conflit.
Collins est envoyé à Londres pour négocier les intérêts irlandais dans le cadre du traité anglo-irlandais, qui est signé en 1921. Bien que la république d'Irlande n'obtienne pas immédiatement l'indépendance, le traité permet à l'Irlande d'y parvenir progressivement, tout en restant un dominion britannique pendant l'intérim et en perdant six des neuf comtés d'Ulster, qui resteront sous le contrôle des Britanniques. De Valera, qui cherchait à obtenir l'indépendance inconditionnelle de la république d'Irlande, est furieux d'apprendre cela et démissionne avec ses partisans, dont Boland, en signe de protestation. Le vote populaire qui suit soutient les termes du traité, mais de Valera rejette le résultat et, en 1922, mène une attaque contre les Four Courts à Dublin. L'armée nationale, dirigée par Collins, reçoit l'ordre de les reprendre. Au cours de la bataille de Dublin qui s'ensuit, Boland est assassiné.
Dévasté en apprenant la mort de son ami, Collins se rend à West Cork, où de Valera se cache, pour négocier la paix. Cependant, Collins est mal orienté par les associés de Valera et tombe dans une embuscade au cours de laquelle il est tué par balle. Kitty Kiernan, la fiancée de Collins, est informée de sa mort au moment où elle essaie une robe de mariée.

## Fiche technique
- Titre original et français : Michael Collins[1]
- Réalisateur : Neil Jordan
- Scénariste : Neil Jordan
- Directeur de la photographie : Chris Menges
- Monteurs : J. Patrick Duffner, Tony Lawson
- Compositeur : Elliot Goldenthal
- Chef décorateur : Anthony Pratt
- Producteurs : Stephen Woolley, Redmond Morris, Robert Daly, Terry Semel
- Sociétés de production : Evergreen Entertaiment, Geffen Pictures, Warner Bros. Pictures
- Société de distribution : Warner Bros.
- Budget : 28 000 000 $
- Pays de production :  Irlande -  États-Unis -  Royaume-Uni
- Langue originale : anglais
- Format : Couleur par Technicolor - 1,85:1 - Son Dolby Digital - 35 mm
- Genre : Biographie politique
- Durée : 132 minutes
- Dates de sortie :
  - Italie : 28 août 1996
  - États-Unis : 5 septembre 1996
  - Irlande : 8 novembre 1996
  - France : 16 avril 1997

## Distribution
- Liam Neeson (VF : Robert Guilmard) : Michael Collins
- Julia Roberts (VF : Céline Monsarrat) : Kitty Kiernan
- Aidan Quinn (VF : Gabriel Le Doze) : Harry Boland
- Alan Rickman (VF : Claude Giraud) : Éamon de Valera
- Stephen Rea (VF : Philippe Peythieu) : Ned Broy (en)
- Ian Hart (VF : Gilles Laurent) : Joe O'Reilly
- Brendan Gleeson : Liam Tobin (en)
- Charles Dance (VF : Hervé Bellon) : Soames
- Owen O'Neill : Rory O'Connor
- Jonathan Rhys-Meyers (VF : Mathias Kozlowski) : l'homme qui tue Michael Collins
- Stuart Graham : Tom Cullen

## Production
Michael Cimino a écrit un scénario et a participé à la préproduction d'un éventuel film sur Collins pendant plus d'un an à la fin des années 1980, Gabriel Byrne étant pressenti pour interpréter le rôle-titre. Cependant, Cimino a été renvoyé pour des raisons de budget. Neil Jordan mentionne dans son carnet que Kevin Costner était également intéressé par le développement d'un film sur Collins, intitulé Mick, et qu'il avait fait des repérages à Béal na Bláth et les environs, où Michael Collins a été assassiné.
Le film, dont le scénario et la réalisation ont été confiés à Neil Jordan, est une coproduction internationale entre des sociétés irlandaises et américaines. Avec un budget estimé à 25 millions de dollars, dont 10 à 12 % proviennent de l'Irish Film Board, il s'agit de l'un des films les plus chers jamais produits en Irlande. Pendant le tournage, la rupture du cessez-le-feu de l'IRA a retardé la sortie du film de juin à décembre. Rob Friedman, cadre de la Warner Bros, a également fait pression sur le réalisateur pour qu'il tourne à nouveau la fin du film afin de mettre l'accent sur l'histoire d'amour entre Collins et Kiernan, dans le but de minimiser l'échec des négociations sur le traité anglo-irlandais.
Un certain nombre d'acteurs irlandais ont auditionné pour le rôle de Valera, mais Jordan a eu l'impression qu'ils interprétaient un stéréotype de Valera plutôt que de trouver son véritable caractère. Jordan a discuté du rôle avec John Turturro avant de choisir Alan Rickman. Jordan avait d'abord envisagé que Stephen Rea joue Harry Boland, mais il a ensuite décidé que le rôle de Broy donnerait plus de fil à retordre à Rea. Matt Dillon et Adam Baldwin ont également auditionné pour le rôle. Aengus O'Malley, un arrière-petit-neveu de Michael Collins, a joué le rôle d'un étudiant filmé dans la bibliothèque Marsh.

## Fidélité historique
Bien qu'inspiré de faits historiques, le film prend certaines libertés avec l'histoire, particulièrement avec la mort de Harry Boland et le destin de Ned Broy. La mise en place du Dáil Éireann et les événements qui précèdent le massacre du Bloody Sunday à Croke Park sont également assez altérés dans le film par rapport à la réalité des faits. Neil Jordan a défendu son film en disant qu'il ne pouvait pas fournir un compte rendu entièrement fidèle des événements, car il s'agissait d'un film de deux heures qui devait être compréhensible pour un public international qui ne connaîtrait pas les moindres détails de l'histoire irlandaise.
Le critique Roger Ebert a fait référence à la citation finale de De Valera selon laquelle l'histoire donnerait raison à Collins à ses propres dépens en écrivant que « même Dev aurait difficilement pu imaginer cette biographie cinématographique de Collins, qui dépeint De Valera comme une prima donna faible, maniérée et pleurnicharde dont les prises de position ont conduit à des décennies d'effusions de sang inutiles en Irlande ».
Selon Alan Rickman, une scène du scénario indiquait clairement que son personnage n'était en aucun cas coupable de la mort de Michael Collins, mais elle a été coupée au montage (soit par le réalisateur, soit par le studio) afin de privilégier une fin plus romantique que politique. Jordan a déclaré qu'il n'avait jamais eu l'intention de suggérer que de Valera ait joué un rôle dans l'assassinat et a qualifié d'« injuste » le portrait que le film fait de de Valera.
Le personnage de Ned Broy, inspiré de l'agent double Eamon Broy (en) (de son nom) et de « l'espion du château » David Neligan (en) (par son travail au Château de Dublin, qui était le siège du pouvoir britannique) est arrêté, torturé et tué par la Dublin Metropolitan Police (DMP), police de Dublin. Ses modèles eurent toutefois plus de chance : le premier devint membre de la Garda Síochána (police irlandaise), puis plus tard, président du comité olympique d'Irlande, le second chef de la DMP après l'indépendance. Boland n'est pas mort de la manière suggérée par le film. Il a été abattu lors d'une escarmouche avec des soldats de l'Armée nationale irlandaise au Grand Hotel, à Skerries, dans le comté de Dublin, à la suite de la bataille de Dublin. L'hôtel a depuis été démoli, mais une plaque a été apposée à l'emplacement de l'ancien bâtiment. Les derniers mots qu'il prononce dans le film (« Ont-ils eu la peau de Mick Collins ? ») s'inspirent d'une légende bien connue.

## Accueil critique
Avant même que le film ne sorte sur les écrans, le sujet qu'il présente est la cible de nombreuses critiques de la presse, irlandaise et surtout anglaise. Un éditorial du Daily Telegraph demande à interdire le film, tandis que The Times titre « Le tueur glorifié », et le Daily Express parle de manipulation. Le film et son réalisateur sont même accusés d'affaiblir le processus de paix en Irlande du Nord. En Irlande, même si certains reprochent au film de rouvrir de vieilles blessures qu'il vaudrait mieux laisser fermées, Michael Collins est devenu le film rencontrant le plus gros succès lors de sa sortie, n'étant battu que par Titanic, sorti l'année suivante. D'une manière générale, le film reçoit des critiques positives, mais est aussi légèrement critiqué pour certaines inexactitudes historiques.

### Récompenses
- Mostra de Venise 1996 :
  - Lion d'or
  - Coupe Volpi du meilleur acteur pour Liam Neeson